# Damir Bičanić
Damir Bičanić (ur. 26 czerwca 1985 w Vukovarze), chorwacki piłkarz ręczny, reprezentant kraju grający jako lewy rozgrywający. Obecnie występuje we francuskiej Division 1, w drużynie Chambéry Savoie HB.
W 2010 w Austrii zdobył wicemistrzostwo Europy.

## Sukcesy

### reprezentacyjne
- wicemistrzostwo Europy  2010

### klubowe
- mistrzostwo Chorwacji  2006, 2007, 2008
- puchar Chorwacji  2006, 2007, 2008
- wicemistrzostwo Chorwacji  2011